# Abdelfettah Fakhouri
Abdelfettah Fakhouri (ur. 8 stycznia 1984) – marokański piłkarz, grający jako pomocnik. Od 2015 roku wolny gracz.

## Klub
Zaczynał karierę w Chabab Rif Al Hoceima.
W sezonie 2011/2012 (pierwszym w bazie Transfermarkt) zagrał 10 meczów i miał dwie asysty.
W kolejnym sezonie miał na koncie 26 spotkań.
Sezon 2013/2014 zakończył z 22 meczami.
W sezonie 2014/2015 zagrał 21 meczów. Po tym sezonie przestał występować w zespole z Al-Husajmy.